# Tita Neire
Tita Neire är en bergstopp i Schweiz.   Den ligger i distriktet Entremont och kantonen Valais, i den sydvästra delen av landet, 110 km söder om huvudstaden Bern. Toppen på Tita Neire är 3 175 meter över havet.
Terrängen runt Tita Neire är huvudsakligen mycket bergig. Närmaste större samhälle är Martigny, 15,4 km norr om Tita Neire. 
I omgivningarna runt Tita Neire växer i huvudsak blandskog. Runt Tita Neire är det glesbefolkat, med 12 invånare per kvadratkilometer.